# Судзукі Дайті
Судзукі Дайті (10 березня 1967) — японський плавець.
Олімпійський чемпіон 1988 року, учасник 1984 року.
Призер Пантихоокеанського чемпіонату з плавання 1987 року.
Переможець Азійських ігор 1986 року.
Переможець літньої Універсіади 1987 року.